# Liste der größten Kuppeln ihrer Zeit

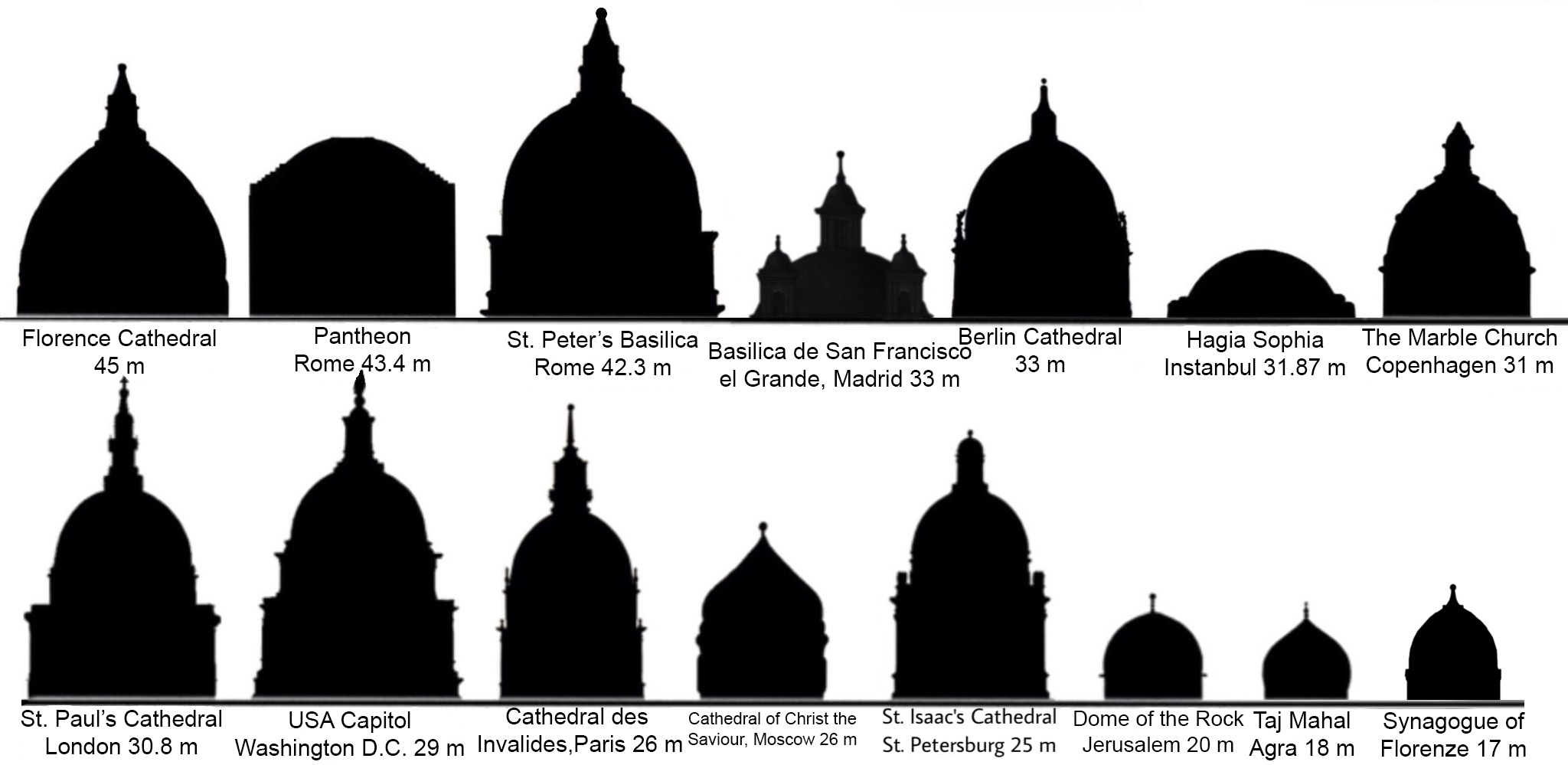
Vergleich einiger berühmter Kuppeln

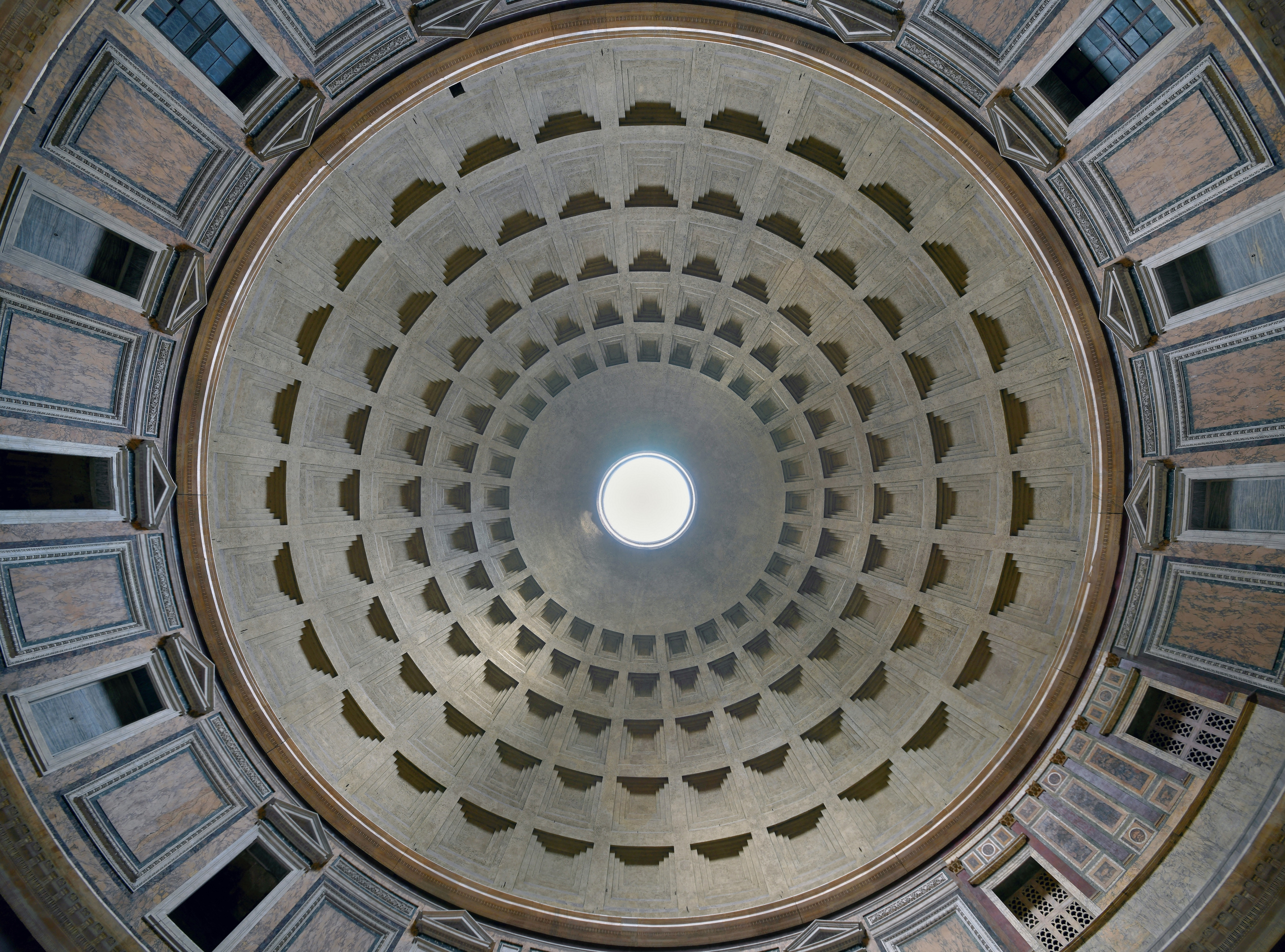
Kuppel des Pantheon in Rom mit Opaion. Größte Kuppel der Welt für über 1700 Jahre

In den folgenden Tabellen sind die größten Kuppeln ihrer Zeit aufgelistet, geordnet jeweils nach der Größe des Innendurchmessers.
Eine Kuppel ist ein selbsttragendes, glocken- oder halbkugelförmiges Strukturelement der Architektur. Sie gilt als besonders anspruchsvolle Bauaufgabe.

## Weltweit
Nachfolgend eine Liste der Bauten, die vermutlich* den Rekord der weltweit größten Kuppel ihrer Zeit gehalten haben; geordnet aufsteigend nach Durchmesser.
| Rekord gehalten               | Durchmesser      | Name                                   | Ort                  | Erbauer                                                                                  | Bemerkungen |
| ----------------------------- | ---------------- | -------------------------------------- | -------------------- | ---------------------------------------------------------------------------------------- | --- |
| 1250 v. Chr. – 1. Jh. v. Chr. | 14,5 m           | Schatzhaus des Atreus                  | Mykene, Griechenland | Stadtstaat Mykene                                                                        | Kraggewölbe |
| 1. Jh. v. Chr. – 19 v. Chr.   | 21,5 m           | Tempel des Merkur                      | Baiae, Italien       | Römisches Reich                                                                          | erste Großkuppel |
| 19 v. Chr. – Anfang 2. Jh.    | 25,0 m           | Agrippathermen, 'Arco della Ciambella' | Rom, Italien         | Römisches Reich                                                                          | erste Therme in Rom mit überkuppeltem Zentralbau |
| Anfang 2. Jh. – 128           | 30,0 m           | Trajansthermen                         | Rom, Italien         | Römisches Reich                                                                          | Halbkuppel |
| 128–1436                      | 43,4 m           | Pantheon                               | Rom, Italien         | Römisches Reich                                                                          | größte nicht-bewehrte Betonkuppel bis in die Gegenwart; wohl besterhaltener antiker Bau in Rom; Vorbildcharakter für westliche Kuppelbaukunst bis ins 20. Jh.; exaktes Jahr der Fertigstellung nicht sicher bekannt |
| 1436–1873                     | 43–45 m          | Dom Santa Maria del Fiore              | Florenz, Italien     | Stadtstaat Florenz                                                                       | erste doppelschalige Kuppel der Renaissance |
| 1873–1937                     | 108 m            | Rotunde                                | Wien, Österreich     | Harkort’sche Fabrik                                                                      | mit Holz und Gips verkleidete Stahlkonstruktion; diverse Architekten |
| 1957–1963                     | 109,0 m          | Belgrade Fair, Halle 1                 | Belgrad, Serbien     | Belgrade Fair                                                                            | größte Spannbetonkuppel der Welt |
| 1963–1965                     | 121,9 m          | Assembly Hall                          | Champaign, USA       | Universität von Illinois                                                                 | Stahlbeton; Architekt Max Abramovitz |
| 1965–1975                     | 195,5 m (642 ft) | Reliant Astrodome                      | Houston, USA         | H.A. Lott, Inc.                                                                          | Stahlskelettkonstruktion; erstes vollständig überdachtes und klimatisiertes Stadion der Welt |
| 1975–2001                     | 207 m (678 ft)   | Louisiana Superdome                    | New Orleans, USA     | Architekten Curtis & Davis, Statik Sverdrup & Parcel, Ausführung American Bridge Company | Stahlskelettkonstruktion; Konstrukteur Nathaniel Curtis |
| 2001–2009                     | 274 m            | Kyūshū Sekiyu Dome                     | Ōita, Japan          |                                                                                          | Konstrukteur Kishō Kurokawa |
| 2009 – heute                  | 275 m            | AT&T Stadium                           | Arlington, USA       | HKS, Inc.                                                                                | |

## Nach Kontinenten geordnet
Nachfolgend eine Liste der Bauten, die vermutlich* den Titel der größten Kuppel ihrer Zeit auf ihrem jeweiligen Kontinent gehalten haben.

### Europa
| Rekord gehalten               | Durchmesser | Name                                   | Ort                    | Erbauer             | Bemerkungen |
| ----------------------------- | ----------- | -------------------------------------- | ---------------------- | ------------------- | --- |
| 1250 v. Chr. – 1. Jh. v. Chr. | 14,5 m      | Schatzhaus des Atreus                  | Mykene, Griechenland   | Stadtstaat Mykene   | Kraggewölbe |
| 1. Jh. v. Chr. – 19 v. Chr.   | 21,5 m      | Tempel des Merkur                      | Baiae, Italien         | Römisches Reich     | erste Großkuppel |
| 19 v. Chr. – Anfang 2. Jh.    | 25,0 m      | Agrippathermen, 'Arco della Ciambella' | Rom, Italien           | Römisches Reich     | erste Therme in Rom mit überkuppeltem Zentralbau |
| Anfang 2. Jh. – 128           | 30,0 m      | Trajansthermen                         | Rom, Italien           | Römisches Reich     | Halbkuppel |
| 128–1436                      | 43,4 m      | Pantheon                               | Rom, Italien           | Römisches Reich     | größte unbewehrte Betonkuppel bis in die Gegenwart; besterhaltener antiker Bau in Rom; Vorbildcharakter für westliche Kuppelbaukunst bis ins 20. Jh. |
| 1436–1873                     | 43–45 m     | Dom Santa Maria del Fiore              | Florenz, Italien       | Stadtstaat Florenz  | erste doppelschalige Kuppel der Renaissance |
| 1873–1957                     | 108 m       | Rotunde                                | Wien, Österreich       | Harkort’sche Fabrik | mit Holz und Gips verkleidete Stahlkonstruktion; diverse Architekten                                                                                 |
| 1957–2012                     | 109,0 m     | Belgrade Fair, Halle 1                 | Belgrad, Serbien       | Belgrade Fair       | größte Spannbetonkuppel der Welt |
| 2012–2012                     | 120 m       | Saldome2                               | Rheinfelden, Schweiz   | Häring & Co.        | größte Holzkuppel Europas; Streusalzlager der Schweizerischen Rheinsalinen                                                                           |
| 2012 – heute                  | 144 m       | ENEL Domes                             | Civitavecchia, Italien | ENEL                | größte Aluminiumkuppel Europas, Gewinner des ALUMIMIUM AWARDS 2012; Hersteller: Mero-TSK; Kohlelager                                                 |

In der ersten Hälfte der 1980er Jahre wurde in der Nähe von Istra in Russland eine Kuppelhalle mit 234 m Durchmesser gebaut, welche allerdings am 29. Januar 1985 einstürzte, siehe Hochspannungsversuchshalle Istra.

### Amerika
| Rekord gehalten | Durchmesser      | Name                     | Ort                    | Erbauer                                                                                  | Bemerkungen                                                                                  |
| --------------- | ---------------- | ------------------------ | ---------------------- | ---------------------------------------------------------------------------------------- | -------------------------------------------------------------------------------------------- |
| 1864–1902       | 29,0 m           | Kapitol                  | Washington D.C., USA   | USA                                                                                      | Architekt Thomas Walter                                                                      |
| 1902–1963       | 59,45 m          | West Baden Springs Hotel | West Baden, USA        | Lee Wiley Sinclair                                                                       | Stahl-und-Glas-Kuppel; Architekt Harrison Albright                                           |
| 1963–1965       | 121,9 m          | Assembly Hall            | Champaign, USA         | Universität von Illinois                                                                 | Stahlbeton; Architekt Max Abramovitz                                                         |
| 1965–1975       | 195,5 m (642 ft) | Reliant Astrodome        | Houston, USA           | H.A. Lott, Inc.                                                                          | Stahlskelettkonstruktion; erstes vollständig überdachtes und klimatisiertes Stadion der Welt |
| 1975–2009       | 207 m (678 ft)   | Louisiana Superdome      | New Orleans, USA       | Architekten Curtis & Davis, Statik Sverdrup & Parcel, Ausführung American Bridge Company | Stahlskelettkonstruktion; Konstrukteur Nathaniel Curtis                                      |
| 2009 – heute    | 275 m            | AT&T Stadium             | Arlington (Texas), USA | HKS, Inc.                                                                                |                                                                                              |

### Asien
| Rekord gehalten | Durchmesser | Name                | Ort                      | Erbauer                            | Bemerkungen |
| --------------- | ----------- | ------------------- | ------------------------ | ---------------------------------- | --- |
| 691 – 1659      | 20,40 m     | Felsendom           | Jerusalem                | Reich der Umayyaden                | erster Monumentalbau des Islam; im byzantinischen Architekturstil errichtet                                                        |
| 1550–1557       | 27,25 m     | Süleymaniye-Moschee | Istanbul, Türkei         | Architekt Sinan, Osmanisches Reich | Im Auftrag von Sultan Süleyman erbaut.                                                                                             |
| 1569–1575       | 30,28 m     | Selimiye-Moschee    | Edirne, Türkei           | Architekt Sinan, Osmanisches Reich | Beauftragt durch Sultan Selim II. und vollendet durch den Sohn Sultan Murat III.                                                   |
| 1659–1960       | 37 m        | Gol Gumbaz          | Bijapur, Indien          | Adil-Shahi-Sultane von Bijapur     | Grabmal des Sultans Mohammed Adil Shah (1627–1657); Kragkuppel aus in Zementmörtel eingebetteten Backsteinschichten; Trompenkuppel |
| 1960–2001       | 108 m       | Araneta Coliseum    | Quezon City, Philippinen | J. Amado Araneta                   | bei Eröffnung weltgrößte überdachte Sportarena                                                                                     |
| 2001 – heute    | 274 m       | Kyūshū Sekiyu Dome  | Ōita, Japan              |                                    | Konstrukteur Kishō Kurokawa |

### Afrika
| Rekord gehalten | Durchmesser | Name                           | Ort                          | Erbauer        | Bemerkungen                                  |
| --------------- | ----------- | ------------------------------ | ---------------------------- | -------------- | -------------------------------------------- |
| 1988–1997       | 90 m        | Basilika Notre-Dame de la Paix | Yamoussoukro, Elfenbeinküste | Elfenbeinküste | nach Vorbild des Petersdoms in Rom errichtet |
| 1997 – heute    | 140,0 m     | Coca-Cola Dome                 | Johannesburg, Südafrika      | ?              | Sportarena                                   |

## Nach Baumaterialien geordnet
Nachfolgend eine Liste der Bauten, die vermutlich* den Titel der weltweit größten Kuppel ihrer Zeit, unterschieden nach Baumaterialien, gehalten haben.

### Stein
| Rekord gehalten                | Durchmesser | Name                  | Ort                  | Erbauer           | Bemerkungen                                                   |
| ------------------------------ | ----------- | --------------------- | -------------------- | ----------------- | ------------------------------------------------------------- |
| 1250 v. Chr. – 150/175 n. Chr. | 14,5 m      | Schatzhaus des Atreus | Mykene, Griechenland | Stadtstaat Mykene | Kraggewölbe                                                   |
| 150/175 n. Chr. – heute        | 15,0 m      | Westthermen           | Gerasa, Jordanien    | Römisches Reich   | eine der ersten Keilsteinkuppeln über quadratischem Grundriss |

### Beton, unbewehrt
| Rekord gehalten                 | Durchmesser | Name                         | Ort              | Erbauer         | Bemerkungen |
| ------------------------------- | ----------- | ---------------------------- | ---------------- | --------------- | --- |
| 1. Jh. v. Chr. – 1. Jh. v. Chr. | 6,52 m      | Stabianer Thermen, Laconicum | Pompeji, Italien | Römisches Reich | Konusgewölbe (Frühform der Kuppel); älteste bekannte Betonkuppel                                                                                            |
| 1. Jh. v. Chr. – 128 n. Chr.    | 21,5 m      | Tempel des Merkur            | Baiae, Italien   | Römisches Reich | erste Großkuppel |
| 128 – heute                     | 43,4 m      | Pantheon                     | Rom, Italien     | Römisches Reich | größte unbewehrte Betonkuppel bis in die Gegenwart; wohl besterhaltener römischer Bau in Rom; Vorbildcharakter für westliche Kuppelbaukunst bis ins 20. Jh. |

### Mauerwerk
| Rekord gehalten         | Durchmesser | Name                      | Ort                        | Erbauer            | Bemerkungen |
| ----------------------- | ----------- | ------------------------- | -------------------------- | ------------------ | --- |
| 2. Jh. – ca. 150        | 11,5 m      | Rote Halle                | Pergamon, Türkei           | Römisches Reich    | Ziegel |
| ca. 150 – Anfang 4. Jh. | 23,85 m     | Zeus-Asklepios-Tempel     | Pergamon, Türkei           | Römisches Reich    | erste Großkuppel aus (radial gesetzten) Ziegeln |
| Anfang 4. Jh. – 563     | 24,15 m     | Rotunde (Thessaloniki)    | Thessaloniki, Griechenland | Römisches Reich    | radial gesetzte Ziegel |
| 563–1436                | 31,5 m      | Hagia Sophia              | Istanbul, Türkei           | Oströmisches Reich | erste Pendentifkuppel der Geschichte; fertiggestellt 537, nach Erdbeben 563 wiederaufgebaut; Baumeister Anthemios von Tralleis und Isidor von Milet |
| 1436 – heute            | 43–45 m     | Dom Santa Maria del Fiore | Florenz, Italien           | Stadtstaat Florenz | erste doppelschalige Kuppel der Renaissance |

### Tonhohlkörper
| Rekord gehalten     | Durchmesser | Name                        | Ort                 | Erbauer         | Bemerkungen                   |
| ------------------- | ----------- | --------------------------- | ------------------- | --------------- | ----------------------------- |
| Anfang 3. Jh. – 216 | 12,0 m      | Therme von Aquae Flavianae  | El Hammam, Algerien | Römisches Reich | ineinandergesteckte Tonröhren |
| 216 – heute         | 35,08 m     | Caracallathermen, Caldarium | Rom, Italien        | Römisches Reich | ineinandergestellte Amphoren  |

### Holz
| Rekord gehalten | Durchmesser | Name            | Ort            | Erbauer                      | Bemerkungen |
| --------------- | ----------- | --------------- | -------------- | ---------------------------- | --- |
| 691–1781        | 20,40 m     | Felsendom       | Jerusalem      | Reich der Umayyaden          | erster Monumentalbau des Islam; im byzantinischen Architekturstil errichtet                                                             |
| 1781–1977       | 36,0 m      | Dom St. Blasien | St. Blasien    | Benediktiner                 | drittgrößter europäischer Dom zum Zeitpunkt seines Baus; Holzkonstruktion nach Brand 1874 durch Eisenbogenrippen und Spannbeton ersetzt |
| 1977–1983       | 153,0 m     | Walkup Skydome  | Flagstaff, USA | Universität von Nord-Arizona | Geodätische Kuppel |
| 1983–1991       | 161,5 m     | Tacoma Dome     | Tacoma, USA    | Stadt Tacoma                 | Geodätische Kuppel |
| 1991 – heute    | 163,4 m     | Superior Dome   | Marquette, USA | Bundesstaat Michigan         | Geodätische Kuppel |

### Gusseisen
| Rekord gehalten | Durchmesser | Name    | Ort                  | Erbauer | Bemerkungen                        |
| --------------- | ----------- | ------- | -------------------- | ------- | ---------------------------------- |
| 1864 – heute    | 29,0 m      | Kapitol | Washington D.C., USA | USA     | Gusseisen; Architekt Thomas Walter |

### Stahl
| Rekord gehalten | Durchmesser      | Name              | Ort              | Erbauer                                                                                  | Bemerkungen                                                                                |
| --------------- | ---------------- | ----------------- | ---------------- | ---------------------------------------------------------------------------------------- | ------------------------------------------------------------------------------------------ |
| 1873–1965       | 108 m            | Rotunde           | Wien, Österreich | Harkort’sche Fabrik                                                                      | mit Holz und Gips verkleidete Stahlkonstruktion; diverse Architekten                       |
| 1965–1975       | 195,5 m (642 ft) | NRG Astrodome     | Houston, USA     | H.A. Lott, Inc.                                                                          | Stahlskelettkonstruktion; erstes vollständig überdachte und klimatisierte Stadion der Welt |
| 1975 – heute    | 207 m (678 ft)   | Caesars Superdome | New Orleans, USA | Architekten Curtis & Davis, Statik Sverdrup & Parcel, Ausführung American Bridge Company | Stahlskelettkonstruktion; Konstrukteur Nathaniel Curtis                                    |

### Stahlbeton
| Rekord gehalten | Durchmesser | Name                   | Ort                  | Erbauer                  | Bemerkungen                                                                                  |
| --------------- | ----------- | ---------------------- | -------------------- | ------------------------ | -------------------------------------------------------------------------------------------- |
| 1913–1930       | 65,0 m      | Jahrhunderthalle       | Breslau, Polen       | Deutsches Reich          | Stahlbeton; Architekt Max Berg                                                               |
| 1930–1960       | 65,8 m      | Großmarkthalle Leipzig | Leipzig, Deutschland | Deutsches Reich          | Stahlbeton; Konstrukteur Franz Dischinger                                                    |
| 1960–1963       | 100,6 m     | Palazzo dello Sport    | Rom, Italien         | Italien                  | Austragungsort der Olympischen Sommerspiele von 1960; Stahlbeton; Architekt Pier Luigi Nervi |
| 1963–1971       | 121,9 m     | Assembly Hall          | Champaign, USA       | Universität von Illinois | Stahlbeton; Architekt Max Abramovitz                                                         |
| 1971–1976       | 134,1 m     | Norfolk Scope          | Norfolk, USA         | Stadt Norfolk            | Stahlbeton; Architekt Pier Luigi Nervi                                                       |
| 1976–2000       | 201,0 m     | Kingdome               | Seattle, USA         | King County              | Stahlbeton; Architekten: Naramore, Skilling und Praeger; im Jahr 2000 abgerissen             |

### Schnee und Eis
| Rekord gehalten | Durchmesser | Name                       | Ort              | Erbauer                           | Bemerkungen                                                     |
| --------------- | ----------- | -------------------------- | ---------------- | --------------------------------- | --------------------------------------------------------------- |
| 2016–heute      | 12,9 m      | Weltrekord-Iglu in Zermatt | Zermatt, Schweiz | unbenannte Gruppe von 14 Erbauern | Löste vorheriges Rekordiglu aus Kanada mit 9,5 m Durchmesser ab |

## Berühmte Kuppeln
Nachfolgend eine Liste von großen Kuppelbauten, die aus verschiedenen Gründen eine gewisse Sonderstellung einnehmen.
| Fertiggestellt              | Durchmesser              | Name                                   | Ort                          | Erbauer                                   | Bemerkungen |
| --------------------------- | ------------------------ | -------------------------------------- | ---------------------------- | ----------------------------------------- | --- |
| ca. 64                      | 13,48 m                  | Domus Aurea                            | Rom, Italien                 | Römisches Reich                           | erste Kuppel über vieleckigem Grundriss (Oktogon); erste in Palastarchitektur |
| 11. – Mitte 12. Jahrhundert | 25,60 m                  | Baptisterium San Giovanni              | Florenz, Italien             | Bischof von Florenz und Domkapitel        | größter Kuppelbau des Abendlandes zwischen Hagia Sophia und Dom von Florenz |
| 1227                        | 21,0 m lang 16,9 m breit | St. Gereon                             | Köln, Deutschland            | Erzbischof und Kanonikerstift             | rippengewölbte Zehneck-Kuppel |
| 1405                        | 18,2 m                   | Mausoleum von Hodscha Ahmad Yasawi     | Yasi, Kasachstan             | Timur Lang                                | doppelschalige Kuppel |
| 1436                        | 42–45 m                  | Dom Santa Maria del Fiore              | Florenz, Italien             | Stadtstaat Florenz                        | erste doppelschalige Kuppel der Renaissance |
| 1557                        | 27,2 m                   | Süleymaniye-Moschee                    | Istanbul, Türkei             | Osmanisches Reich                         | Architekt Sinan |
| 1575                        | 31,2 m                   | Selimiye-Moschee                       | Edirne, Türkei               | Osmanisches Reich                         | Architekt Sinan |
| 1590                        | 42,3 m                   | Petersdom                              | Rom, Vatikanstadt            | Heiliger Stuhl                            | doppelschalige Kuppel |
| 1616                        | 23,5 m                   | Sultan-Ahmed-Moschee („Blaue Moschee“) | Istanbul, Türkei             | Osmanisches Reich                         | |
| 1641                        | 17,7 m                   | Taj Mahal                              | Agra, Indien                 | Mogulreich                                | |
| 1710                        | 30,8 m                   | St Paul’s Cathedral                    | London, England              | Britisches Reich                          | |
| 1743                        | 26,15 m                  | Frauenkirche                           | Dresden, Deutschland         | George Bähr                               | größte Mauerwerkskuppel nördlich der Alpen |
| 1781                        | 36,0 m                   | Dom St. Blasien                        | St. Blasien, Deutschland     | Benediktiner                              | drittgrößte Domkuppel in Europa zum Bauzeitpunkt; Holzkonstruktion nach Brand 1874 durch Eisenbogenrippen und Spannbeton ersetzt                                                          |
| 1871                        | 39,0 m                   | Rotunde von Mosta                      | Mosta, Malta                 | Bevölkerung von Mosta                     | viertgrößte Kirchenkuppel der Welt nach Petersdom, Pantheon (beide in Rom) und dem Dom zu Florenz                                                                                         |
| 1914                        | 42,5 m                   | Kuppelsaal – Hannover Congress Centrum | Hannover, Deutschland        | Paul Bonatz und Friedrich Eugen Scholer   | Kongress- und Veranstaltungszentrum rund um die Stadthalle der niedersächsischen Landeshauptstadt Hannover. Die Stadthalle mit dem Kuppelsaal zählt zu den markanten Bauwerken der Stadt. |
| 1929                        | 60,0 m                   | Markthalle Basel                       | Basel, Schweiz               | Franz Dischinger und Ulrich Finsterwalder | drittgrößte Kuppel der Welt bei Fertigstellung. Bis 2004 als Markthalle verwendet; seit 2012 ein Einkaufszentrum und Veranstaltungsort                                                    |
| 1944                        | 61,0 m                   | V2-Bunker La Coupole                   | Wizernes-Helfaut, Frankreich | Deutsches Reich                           | Stahlbeton, 5 m Wandstärke |
| 1975                        | 53,0 m                   | Selentschuk-Observatorium, Russland    | Selentschukskaja             | Sowjetunion                               | Kuppel für 6-Meter-Spiegelteleskop |
| 1999                        | 38,0 m                   | Reichstagsgebäude                      | Berlin, Deutschland          | Deutschland                               | Stahl- und Glaskonstruktion; Architekt Norman Foster |
| 2000                        | 110,0 m                  | Eden Project                           | Cornwall, England            | England                                   | Stahlkonstruktion in Mero-Bauweise; Architekt Nicholas Grimshaw |

## Weiterführende Literatur
- Erwin Heinle, Jörg Schlaich: Kuppeln aller Zeiten, aller Kulturen. Stuttgart 1996, ISBN 3-421-03062-6
- Jürgen Rasch: Die Kuppel in der römischen Architektur. Entwicklung, Formgebung, Konstruktion. In: Architectura, Bd. 15 (1985), S. 117–139
- Werner Müller: dtv-Atlas Baukunst I. Allgemeiner Teil: Baugeschichte von Mesopotamien bis Byzanz. 14. Aufl., 2005, ISBN 3-423-03020-8